# Ograđenovac
Ograđenovac – wieś w Bośni i Hercegowinie, w dystrykcie Brczko. W 2013 roku liczyła 815 mieszkańców, z czego większość stanowili Boszniacy.